# Inge Schilperoord
Inge Schilperoord (Den Haag, 1 januari of 20 februari 1973) is een Nederlands journalist, romanschrijver en forensisch psycholoog.

## Biografie
Schilperoord studeerde klinische psychologie aan de Universiteit Leiden. Haar eerste baan was bij het Dr. F.S. Meijersinstituut, een voormalig selectiecentrum voor terbeschikkinggestelden alsmede tbs-kliniek. Tot 2012 werkte ze bij het Nederlands Instituut voor Forensische Psychiatrie. Later volgde ze een vierjarige opleiding aan de Schrijversvakschool in Amsterdam, waar ze in 2014 afstudeerde op haar debuutroman Muidhond. In 2017 werkte ze enige tijd als psychologisch onderzoeker op de terroristenafdeling van een gevangenis.
Zij werkt ook als journalist en recensent voor diverse Nederlandse tijdschriften en kranten: Psychologie Magazine, NRC Handelsblad, Het Parool en het tijdschrift van het Crossing Border-festival.

## Debuut Muidhond
Tegelijkertijd werkt ze parttime als forensisch psycholoog, waarbij ze het mentale functioneren van individuen analyseert, onder andere bij het Pieter Baan Centrum. Zij heeft kennis over hoe de geschiedenis van een persoon diens daden beïnvloedt, waarmee ze de bedoeling en hun verantwoordelijkheid kan bepalen. Het is in deze context dat ze mensen ontmoet die veroordeeld zijn voor pedofilie. “In het begin had ik een ervaring, toen ik werkte met een man die seksueel misbruikte kinderen had. Ik had al empathie in mijn werk, maar hij raakte me, ondanks wat hij had gedaan. Hij leek een slachtoffer, niet in staat zich te uiten, gevangen in allerlei therapieën die probeerden te veranderen. Ik probeerde mezelf in zijn plaats te verplaatsen."
Zij kwam op het idee om een roman hierover te schrijven. Onder de titel Muidhond werd het in 2015 uitgegeven door Uitgeverij Podium. De muidhond is een soort karper, waar de pedoseksuele hoofpersoon voor zorgt. Het boek was een succes en werd genomineerd voor verschillende grote literaire prijzen in het land, waaronder de Anton Wachterprijs. Ook werd het genomineerd voor de ANV Debutantenprijs, een debuutprijs van de gemeente Dordrecht. Het boek ontving De Bronzen Uil, een Vlaamse prijs voor het beste Nederlandstalige debuut van het jaar.

Twee jaar later werd de roman in het Frans uitgegeven door Éditions Belfond, onder de titel La tanche. In een interview met Sophie Vigroux, gepubliceerd in La Dépêche du Midi, legt Schilperoord haar aanpak als volgt uit:
Ik wilde het beeld schetsen van een krachtige innerlijke strijd. Ik stelde mezelf een vraag die mij inspireerde om dit boek te schrijven: ik vroeg me af hoe het zou zijn om te leven met impulsen waaraan je niet kunt toegeven, op straffe van verschrikkelijke gevolgen, voor jezelf en voor anderen. Alsof we in onze eigen kooi leefden. Ik wilde dat de lezer zich net zo opgesloten zou voelen als Jonathan. De hitte droeg bij aan het creëren van zo'n sfeer
Muidhond werd vertaald in zeven talen en in 2019 verfilmd door Patrice Toye. De film won in 2020 de publieksprijs op het filmfestival van Gent en dat van Seoul.

## Latere boeken
In 2023 verscheen het boek Het licht in de stad, over een jong meisje dat met een obsessie voor de islam en het jihadisme. Zij baseerde dat op haar werk bij een terroristenafdeling, in de tijd van het kalifaat, gesticht door IS.
Het boek Windstilte verscheen eveneens in 2023, als deel van de wandelreeks van uitgeverij Van Oorschot. Dat boek gaat over begraafplaats Oud Eik en Duinen, waar haar grootmoeder begraven is.
Honger verscheen in 2020.
Een essay van Schilperoord werd opgenomen in de bundel Op de sofa, van Maurits de Bruijn uit 2022.

## Persoonlijke informatie
Inge Schilperoord verdeelt haar tijd tussen Den Haag en Gent.